# Cartas de Segurança Nacional
Cartas de Segurança Nacional (em inglês National Security Letter - NSL) é uma forma de intimação judicial usada pelo FBI. É emitida a uma entidade ou organização exigindo que esta entregue ao FBI informações e dados sobre um indivíduo sem que o FBI tenha que provar qualquer causa ou razão para tal. Além disso, elas também contem uma provisão de qualquer um que receba tal carta fica proibido de qualquer liberação da informação de que a entidade, organização ou indivíduo recebeu tal carta. É a chamada "gag order" em inglês. A ordem é de manter em segredo até mesmo de advogados a mera informação do recebimento da Carta de Segurança Nacional mesmo que não haja explicação para a ordem. A exigência de sigilo sobre o recebimento da carta (gag order) foi declarada inconstitucional após ações na Justiça movidas pela American Civil Liberties Union (ACLU), uma organização de Direitos Civis.